# ستيوارت فريزر
ستيوارت فريزر (بالإنجليزية: Stuart Fraser)‏ (1 أغسطس 1978 في المملكة المتحدة - ) هو لاعب كرة قدم بريطاني في مركز حراسة المرمى. لعب مع ستوك سيتي ونادي إكزتر سيتي ونادي باث سيتي ونادي تشيلتنهام تاون لكرة القدم وTiverton Town F.C. ‏.

## وصلات خارجية
- ستيوارت فريزر على موقع قاعدة بيانات كرة القدم.إي يو (الإنجليزية)
- ستيوارت فريزر على موقع Soccerbase.com (لاعب) (الإنجليزية)